# 987 v.Chr.
Het jaar 987 v.Chr. is een jaartal volgens de christelijke jaartelling.

## Gebeurtenissen

### Babylonië
- Koning Ninurta-kudurri-usur I (987 - 985 v.Chr.) heerser over de vazalstaat Babylon.

## Overleden
- Eulma-shakin-shumi, koning van Babylon (Zesde dynastie)